# Ralf Souquet
Ralf Souquet (* 29. November 1968 in Eschweiler) ist ein deutscher Poolbillardspieler.
Seit 1981 hat er mehr als 200 Turniere gewonnen, darunter über 40 deutsche Meisterschaften und über 30 Europameisterschaften überwiegend in der Disziplin 9-Ball.

## Karriere
Souquet begann im Alter von sechs Jahren mit dem Billardspielen in der Gaststätte seiner Eltern, wo er bis zu fünf Stunden am Tag trainierte. Seinen ersten Juniorentitel gewann er bei der deutschen Meisterschaft für Junioren 1983 mit 14 Jahren.
1985 gewann Souquet seine erste EM, allerdings als Junior im Herren-Team. 1986 folgte dann seine erste Einzeleuropameisterschaft bei den Junioren. Seit 1991 ist Souquet Profi. Im Jahre 1996 gewann er die WM im 9-Ball, als zweiter Deutscher nach Oliver Ortmann, dem das ein Jahr zuvor gelungen war.
Darüber hinaus ist er 19facher Europameister im Herreneinzel, davon zehnmal im 8-Ball (1989, 1991, 1992, 1993, 1994, 1995, 1998, 1999, 2000, 2003), fünfmal im 9-Ball (1995, 1997, 1998, 2006, 2010) und dreimal im 14 und 1 endlos (1995, 1996, 1997). 2010 gewann er zudem im 10-Ball, das erstmals im Rahmen der EM ausgespielt wurde.
Weitere große Erfolge seiner sportlichen Laufbahn sind die sechs Siege beim World Pool Masters (1994, 1996, 2000, 2002, 2006, 2011), der Gewinn der US Open im 9-Ball 2002, seine drei Siege beim Derby City Classic im 9-Ball (2004, 2006, 2008) und seine 23 Turniersiege auf der Euro-Tour (zuletzt die North Cyprus Open 2014, die Italian Open 2017 und die Klagenfurt Open 2017).
2008 gelang Souquet schließlich mit dem Gewinn der WM im 8-Ball sein zweiter Weltmeisterschaftstitel.
Im Jahr 2007 spielte er zum insgesamt elften Mal für Europa beim Mosconi Cup und entschied das entscheidende Spiel mit einem 6:4 über Rodney Morris für sich und sicherte Europa so zum dritten Mal den Mosconi Cup. Sein Spitzname in der Billardszene ist The Kaiser. Auch im Jahr 2008 bei seinem zwölften Auftritt trug er durch sechs Siege in sechs Spielen entscheidend dazu bei, dass Europa den Titel erstmals verteidigen konnte. Beim Mosconi Cup 2009 (inzwischen seine dreizehnte Teilnahme) unterlag er allerdings im letzten Spiel Shane van Boening mit 2:6, wodurch Team USA mit 11:7 gewann. Souquet spielte ebenfalls beim europäischen Sieg 2013 eine wichtige Rolle.
2009 gewann er das 9-Ball-Turnier auf den 8. World Games in Kaohsiung. Beim World Cup of Pool 2009 erreichte er gemeinsam mit Thorsten Hohmann als Team Deutschland das Finale, in welchem die beiden jedoch dem philippinischen Duo Reyes/Bustamante mit 9:11 unterlagen. In gleicher Besetzung erreichte das deutsche Team bei der Ausgabe 2011 erneut das Finale und gewann dieses mit 10:4 gegen das Team aus Thailand.

## Ehrungen
- 1997 wurde ihm von Roman Herzog das Silberne Lorbeerblatt überreicht, die höchste sportliche Auszeichnung in Deutschland.
- 2011 wurde er als erster Deutscher in die Hall of Fame des Billiard Congress of America aufgenommen.
- 2012 wurde Souquet im Rahmen der Poolbillard-EM in Luxemburg von der European Pocket Billiard Federation zum Spieler des Jahres gewählt[1].

## Privates
Er ist verheiratet und hat eine Tochter aus seiner früheren Ehe.

## Übersicht der sportlichen Erfolge
| - 2022 Poolbillard-Europameisterschaft 8-Ball - 2019 Athens Hill-Hill 9-Ball Open - 2017 Mosconi Cup - 2017 Euro Tour Klagenfurt Open - 2017 Euro Tour Italian Open - 2014 WPBL Bonus Ball Team Championship - 2014 Euro Tour North Cyprus Open - 2014 Interpool 9-Ball Open - 2013 Mosconi Cup - 2013 Euro Tour Castel Brando Open - 2012 Derby City Classic 14.1 - 2011 Hall of Fame des Billiard Congress of America - 2011 AZBilliards Spieler des Jahres - 2011 EPBF Spieler des Jahres - 2011 Mosconi Cup - 2011 World Cup of Pool – mit (Thorsten Hohmann) - 2011 Euro Tour Hungary Open - 2011 Super Billiard Expo Players Championship - 2011 Euro Tour Italy Open - 2011 World Pool Masters - 2011 Euro Tour French Open - 2010 Mosconi Cup - 2010 Poolbillard-Europameisterschaft 9-Ball - 2010 Poolbillard-Europameisterschaft 10-Ball - 2009 EPBF Spieler des Jahres - 2009 Turning Stone Classic - 2009 World Games 9-Ball Einzel - 2009 Euro Tour German Open - 2008 AZBilliards Spieler des Jahres - 2008 Mosconi Cup - 2008 Derby City Classic 9-Ball - 2008 WPA-8-Ball-Weltmeisterschaft - 2008 Euro Tour Swiss Open - 2008 Athen Gema 9-Ball Open - 2008 Interpool Open 10-Ball Challenge | - 2008 Euro Tour Netherlands Open - 2008 Interpool 9-ball Open - 2007 Mosconi Cup - 2006 Billiards Digest Spieler des Jahres - 2006 Derby City Classic 9-Ball - 2006 World Pool Masters - 2006 BCA Open Nine-ball Championship - 2006 Poolbillard-Europameisterschaft 9-Ball - 2004 Derby City Classic 9-Ball - 2004 All Japan Championship 9-Ball - 2004 World All Stars Invitational Team Cup - 2002 IBC Japan Cup - 2003 Euro Tour Belgium Open - 2003 BCA Open 9-Ball Championship - 2003 Poolbillard-Europameisterschaft 8-Ball - 2002 Mosconi Cup - 2002 U.S. Open 9-Ball - 2002 World Pool Masters - 2002 Euro Tour Russian Open - 2002 Deutsche Poolbillard-Meisterschaft 9-Ball - 2002 IBC Holland Open - 2002 IBC US Championship - 2002 Deutsche Poolbillard-Meisterschaft 8-Ball - 2001 Euro Tour Austrian Open - 2001 Deutsche Poolbillard-Meisterschaft 8-Ball - 2001 Euro Tour Lichtenstein Open - 2001 Deutsche Poolbillard-Meisterschaft 9-Ball - 2000 Simonis 10-Ball Open - 2000 World Pool Masters - 2000 BCA U.S. Open Straight Pool Championship - 2000 Euro Tour Lithuanian Open - 2000 Poolbillard-Europameisterschaft 8-Ball - 2000 Deutsche Poolbillard-Meisterschaft Team - 1999 Camel Charlotte 10-Ball Open - 1999 Euro Tour German Open | - 1999 Euro Tour Russian Open - 1999 Poolbillard-Europameisterschaft 8-Ball - 1999 Euro Tour Portugal Open - 1998 Poolbillard-Europameisterschaft 9-Ball - 1998 Poolbillard-Europameisterschaft 8-Ball - 1998 Sands Regency 9-Ball Open - 1997 Silbernes Lorbeerblatt Preis - 1997 Poolbillard-Europameisterschaft 9-Ball - 1997 Deutsche Poolbillard-Meisterschaft 8-Ball - 1997 Poolbillard-Europameisterschaft 14.1 - 1996 World Pool Masters - 1996 Poolbillard-Europameisterschaft 14.1 - 1996 International Challenge of Champions - 1996 Euro Tour Germany Open - 1996 WPA-9-Ball-Weltmeisterschaft - 1995 Poolbillard-Europameisterschaft 9-Ball - 1995 Poolbillard-Europameisterschaft 8-Ball - 1995 Deutsche Poolbillard-Meisterschaft 8-Ball - 1995 Poolbillard-Europameisterschaft 14.1 - 1994 World Pool Masters - 1994 Euro Tour Austrian Open - 1994 Poolbillard-Europameisterschaft 8-Ball - 1994 Deutsche Poolbillard-Meisterschaft 14.1 - 1993 Euro Tour Italy Open - 1993 Poolbillard-Europameisterschaft 8-Ball - 1993 Euro Tour Germany Open - 1993 Deutsche Poolbillard-Meisterschaft 9-Ball - 1992 Poolbillard-Europameisterschaft 8-Ball - 1992 Euro Tour French Open - 1992 Deutsche Poolbillard-Meisterschaft 9-Ball - 1991 Poolbillard-Europameisterschaft 8-Ball - 1991 Challenge Cup 9-Ball - 1991 Deutsche Poolbillard-Meisterschaft 9-Ball - 1989 Poolbillard-Europameisterschaft 8-Ball - 1988 Deutsche Poolbillard-Meisterschaft 8-Ball |